# María Isabel (telenovela)
María Isabel (no Brasil, Maria Isabel) é uma telenovela mexicana, produzida por Carla Estrada para a Televisa e exibida no horário nobre (ou 21h) do Canal de las Estrellas entre 4 de agosto de 1997 a 6 de fevereiro de 1998, contando com um total de 125 capítulos, substituindo La jaula de oro e substituída por La usurpadora.
Entre 22 de dezembro de 1997 e 2 de janeiro de 1998 foram exibidos resumos com os melhores momentos da história. Não foram incluídos na versão internacional. 
Este é um remake da telenovela de mesmo nome, lançada em 1966 e  baseada na história em quadrinhos homônima publicada na revista Lágrimas Risas y Amor escrita por Yolanda Vargas Dulché.
Foi protagonizada por Adela Noriega e Fernando Carrillo e antagonizada por Lorena Herrera, Patricia Reyes Spíndola,  Sergio Basañez, Roberto Ballesteros, Lilia Aragón, Emoé de la Parra e Jorge Vargas.

## Sinopse
María Isabel é uma índia pobre, generosa e honesta. Ela vive com o pai dela e a segunda esposa dele, que a odeia e a maltrata. A melhor amiga dela é Graziela, a filha de Félix Pereira, um homem rico, cruel e insensível. Para acabar com essa amizade, Félix manda Graziela estudar na capital. 
Anos depois, Graziela retorna ao povo e reencontra Maria Isabel. Graziela se apaixona por Leonardo, um dos engenheiros que trabalham numa obra aos arredores do povo, mas o pai dela é contra esse relacionamento, pois ele a quer casar com o filho de um amigo dele. Para tirar o engenheiro do caminho da filha, Félix planeja um acidente na obra, e o engenheiro acaba morrendo. Pouco tempo depois, Graziela descobre que está grávida.
Graziela tem medo da ira do pai, ela deixa a cidade natal dela com María Isabel quando ela fica sabendo que seu grande amor e pai da filha que carrega no ventre morreu em um acidente. As duas jovens vão para Guadalajara onde Graziela dá a luz a uma menina e morre alguns dias depois. María Isabel vai então para a Cidade do México onde ela tenta todo tipo de trabalho para criar a menina. Depois, alguns anos ela conhece Ricardo Mendiola, que a emprega como doméstica na casa dele.
Ricardo é um engenheiro rico e generoso que trata a María Isabel com respeito. María Isabel fica apaixonada por ele mas ela mantém isto em segredo por muitos anos. Um incidente a faz confessar o amor dela e o Ricardo percebe então que ele também está apaixonado por ela e decide a se casar. Todo mundo está contra este casamento, mas depois de muito sofrimento e muitos obstáculos, eles finalmente ficam juntos.

## Elenco
- Adela Noriega - María Isabel Sanchéz de Mendiola
- Fernando Carrillo - Ricardo Mendiola
- Jorge Vargas - Félix Pereyra
- Patricia Reyes Spíndola - Manuela
- Sabine Moussier - Mireya Serrano
- Lorena Herrera - Lucrecia Fontaner
- Lilia Aragón - Rosaura
- José Carlos Ruiz - Pedro
- Roberto Ballesteros - Armando Noguera
- Rafael Rojas - Adalberto
- Marcelo Buquet - Cristovão
- Yadhira Carrillo - Josefina
- Raúl Araiza - André
- Rodrigo Vidal - Gilberto
- Jorge Salinas - Rubens
- Mónica Miguel - Chona
- Alejandro Aragón - Leonardo Rangel
- Emoé de la Parra - Deborah Serrano
- Juan Felipe Preciado - Rómulo Altamirano
- Polo Ortín -  Ministerio Vilchis
- Guillermo Aguilar - Dr. Rivas
- Isabel Martínez "La Tarabilla" - Chole
- Javier Herranz - José Luis
- Angelina Peláez - Micaela
- Ilse - Graziela Pereira
- Charlie - Nicolás
- Susana González - Elisa Alcántara de Mendiola
- Valentino Lanús - Antonio Altamirano
- Omar Alexander - Anselmo
- Ángeles Balvanera - Panchita
- Eduardo Benfato - Filiberto
- Paty Bolaños - Abundia de Altamirano
- Mariana Brito - Licha
- Wilson Cruces - Genaro
- Jorge Esma - Remigio
- José Antonio Estrada - Chino
- Paola Flores - Lupe
- Rocío Gallardo - Felicitas
- Juan Goldaracena - Darío
- Susana Lozano - Olivia
- Julio Monterde - Dr. Carmona
- Alexander Rey - Xisto
- Mauricio Portela - Torito
- Fátima Torre - Maria Isabel (menina)
- Naydelin Navarrete - Graciela Pereyra (menina)/Rosa Isela (10 anos)
- Ximena Sariñana -  Rosa Isela (13 anos)
- Paola Otero - Gloria Mendiola
- Violeta Isfel - Gloria Mendiola (10 años)
- Andrea Lagunes- Gloria Mediola (6 años)
- Natalia Juárez - Rosa Isela (bebé)
- Ana Luisa Peluffo - Iris
- Bertha Moss - Eugenia
- Sergio Basañez - Gabriel
- Abraham Ramos - Ramón
- Aurora Clavel - Amargura
- Amira Cruzat - Dora
- Miguel Zaragoza - Jacinto
- Sara Monar - Margarita
- Arturo Paulet - Carlos
- Carlos Osiris - Ratas
- Guillermo Rivas - Padre Salvador
- Patricia Martínez - Matilde
- Tania Vázquez - Sonia
- Carlos López Estrada - Pedrito
- Magda Guzmán - Directora
- Cosme Alberto
- José Ignacio
- Andrea Torre - Amiga de Gloria
- Ernesto Laguardia - Luis Torres

## Equipe de produção
- História original - Yolanda Vargas Dulché
- Adaptação para a televisão - René Muñoz
- Edição literária - Ricardo Fiallega
- Cenografía - Ricardo Navarrete
- Diseño de vestuario - Silvia Terán e Claudia Meléndez
- Desenho de imagem - Mike Salas
- Ambientação - Gerardo Hernández
- Tema de abertura - "Si Tú Supieras"
- Autores - Kike Santander e Emilio Estefan
- Intérprete - Alejandro Fernández
- Musicalizador - Jesús Blanco
- Editores - Juan José Franco y Luis Horacio Váldez
- Chefe de produção - Guillermo Gutiérrez
- Gerente de produção - Diana Aranda
- Produtor associado - Arturo Lorca
- Diretor de câmeras em locação - Jesús Acuña Lee
- Diretora de cena em locação - Mónica Miguel
- Direção de câmeras - Alejandro Frutos Maza
- Diretor de cena - Miguel Córcega
- Produtora - Carla Estrada

## Transmissão simultânea
Se fez uma conexão simultânea entre esta telenovela e Desencuentro, a telenovela produzida por Ernesto Alonso. O personagem de Ernesto Laguardia, Luis Torres, aparece na segunda metade da história de María Isabel, resgatando Gloria e seu noivo. Desencuentro, dentro de seu horário, também apresentou os personagens e feito a partir do ponto de vista da Luis Torres. Esta foi a primera vez que 2 telenovelas no ar ao mesmo tempo, fazem um crossover. Conexões como as de Mi pequeña traviesa com Preciosa, Gotita de amor com El diario de Daniela, Locura de amor com Primer amor a mil por hora, El juego de la vida com Clase 406 e Una familia con suerte com Por ella soy Eva não se contam pois apenas se conectarom no  último e primeiro capítulo de suas histórias, mas não em transmissão simultânea. Este sucesso de conexão simultânea se deu-se mais uma vez em 2008 entre as telenovelas Al diablo con los guapos e Las tontas no van al cielo.

## Exibição

### No México
Foi reprisada pelo seu canal original entre 09 de março a 22 de maio de 2009 substituindo Camila e sendo substituída por Salomé.

### No Brasil
Foi exibida pelo SBT na sessão Tarde de Amor, entre 20 de novembro de 2000 a 19 de fevereiro de 2001, em 66 capítulos, substituindo Sigo Te Amando e sendo substituída por Camila.
Foi exibida pela primeira vez pelo canal pago TLN Network entre 18 de abril a 13 de julho de 2011 substituindo Sigo te amando e sendo substituída por Esmeralda.
Foi exibida pela segunda vez pelo TLN Network entre 03 de julho a 27 de setembro de 2023 substituindo Rosa Selvagem e sendo substituída por Menina Amada Minha.

## Audiência

### No México
Em sua exibição original, a trama alcançou média de 26,1 pontos. 

### No Brasil
Em sua exibição no SBT, a trama fez muito sucesso e chegou até a vencer o filme Super Xuxa contra Baixo Astral, exibido em 15 de dezembro de 2000 na Rede Globo. Teve excelente média geral de 11 pontos. 

## Prêmios e Indicações

### Prêmios TVyNovelas 1998
| Categoria                | Nomeado(a)        | Resultado |
| ------------------------ | ----------------- | --------- |
| Melhor Telenovela        | Carla Estrada     | Indicado  |
| Melhor Ator Protagonista | Fernando Carrillo | Indicado  |
| Melhor Atriz Juvenil     | Adela Noriega     | Venceu    |
| Melhor Ator Revalação    | Jorge Salinas     | Indicado  |

## Exibição internacional
Univision / Galavisión / Telefutura
 America Televisión
  Acasa TV
  Telemicro
 Mega e La Red
 Hogar 10
 SBT / TLN 
 Telefuturo
 Canal A, Inravisión, RTI Televisión, DFL Televisión, Coestrellas, Proyectamos Televisión CPS Televisión (1998) / Canal Uno, Jorge Barón Televisión, Colombiana de Televisión, Producciones PUNCH, Producciones Telecolombia (1999)
 Gama TV Canal Uno
 TLNovelas
 Venevisión
 TVN
 Canal de las Estrellas
 Kanal A
 Canal 2 Univisión de Costa Rica

## Outras versões
- María Isabel de 1966 produzida por Valentín Pimstein e protagonizada por Silvia Derbez e Raúl Ramirez.
- A história de María Isabel também foi levada ao cinema dividida em dois filmes, a primeira María Isabel, filmada em 1967 e a segunda, El amor de María Isabel, filmada em 1968. Os filmes foram protagonizados por Silvia Pinal.